# تنهی
تنهی (به فنلاندی: Tenhi)  یک گروه فنلاندی است که در سال ۱۹۹۶ تشکیل شد، آهنگهایی مالیخولیایی در سبک موسیقی doom/dark folk. کلمه tenhi یک کلمه قدیمی فنلاندی به معنی روستای بزرگ که در روستا مرد عاقل قدیمی یا پیغمبر زندگی می‌کند
موسیقی Tenhi بسیار غمناک و تاریک است. و فضا سازی آهنگ‌ها بسیار دلنشین و آرامش بخش می‌باشد.. سازهای مورد استفاده ویولون، الکتریک گیتار، پیانو، چنگ، فلوت، هارمونیوم و بسیاری از سازهای محلی و سمفونیک می‌باشد.